# Maritza Martén
Maritza Martén García, kubanska atletinja, * 17. avgust 1963, Párraga, Kuba.
Nastopila je na poletnih olimpijskih igrah v letih 1992 in 1996, leta 1992 je osvojila naslov olimpijske prvakinje v metu diska. V letih 1983, 1987 in 1995 je zmagala na panameriških igrah.